# Cantó de Besançon-Est
El cantó de Besançon-Est és un cantó francès del departament del Doubs, situat al districte de Besançon. Té 2 municipis i part del de Besançon.

## Municipis
- Besançon (part)
- Chalèze
- Chalezeule

## Història
| Data d'elecció                           | Identitat          | Partit           | Qualitat |
| ---------------------------------------- | ------------------ | ---------------- | -------- |
| 1973-1982                                | Raymond Tourrain   | RPR              |          |
| 1982-2001                                | Claude Salomon     | RPR              |          |
| 2001-2008                                | Jacques Grosperrin | RPR, després UMP |          |
| 2008-                                    | Éric Alauzet       | Verts            |          |
| les dades anteriors no són pas conegudes |                    |                  |          |
|                                          |                    |                  |          |